# Procampylaspis bacescoi
Procampylaspis bacescoi is een zeekommasoort uit de familie van de Nannastacidae. De wetenschappelijke naam van de soort is voor het eerst geldig gepubliceerd in 1966 door Reyss & Soyer.